# الانفجار العظيم

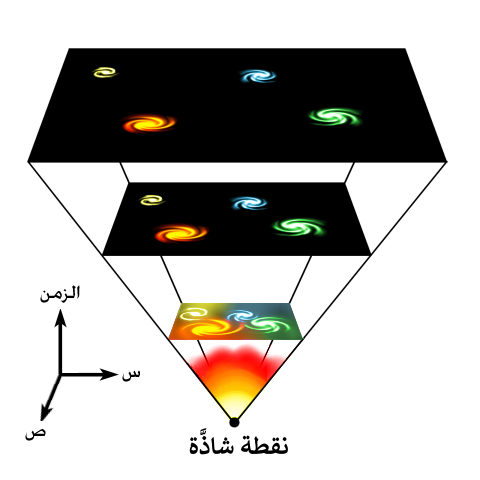
وفقًا لنموذج الانفجار العظيم، فإن يتمدد من حالة حارة شديدة الكثافة، وما زال يتمدد إلى اليوم. يوضح هذا المخطط تمدد مسطح لجزء من الكون، حيث تتباعد المجرات مع التمدد.

الانفجار العظيم في علم الكون الفيزيائي هو النظرية السائدة لتفسير نشأة وتطور الكون الحالي. تعتمد فكرة النظرية على أن الكون (المعروف اليوم في صورته المادية ويعرف اختصارا بالكون وخاصة الكون المنظور وليس كما في نماذج أخرى كالكون الأزلي ) كان بالماضي في حالة حارة شديدة الكثافة فتمدد، وأن الكون كان يومًا جزءًا واحداَ عند نشأته. بعض التقديرات الحديثة تُقدّر حدوث تلك اللحظة قبل 13.8 مليار سنة، والذي يُعد عمر الكون. وبعد التمدد الأول، بَرَدَ الكون بما يكفي لتكوين جسيمات دون ذرية كالبروتونات والنيترونات والإلكترونات. ورغم تكوّن نويّات ذرية بسيطة خلال الثلاث دقائق التالية للانفجار العظيم، إلا أن الأمر احتاج آلاف السنين قبل تكوّن ذرات متعادلة كهربيًا. معظم الذرات التي نتجت عن الانفجار العظيم كانت من الهيدروجين والهيليوم مع القليل من الليثيوم. ثم التئمت سحب عملاقة من تلك العناصر الأولية بالجاذبية لتُكوّن النجوم والمجرات، وتشكّلت عناصر أثقل من خلال تفاعلات الانصهار النجمي أو أثناء تخليق العناصر في المستعرات العظمى.
تُقدّم نظرية الانفجار العظيم شرحاً وافياً لمجموعة واسعة من الظواهر المرئية التي تشاهد وترصد بتلسكوبات ضخمة وتلسكوبات فضائية مختلفة، بما في ذلك وفرة من ارصاد الإشعاعات الكونية والخلفية الإشعاعية للكون والبنية الضخمة للكون وقانون هابل. ونظرًا لكون المسافة بين المجرات تزداد يوميًا، فبالتالي كانت المجرات في الماضي أقرب إلى بعضها البعض. ومن الممكن استخدام القوانين الفيزيائية لحساب خصائص الكون كالكثافة ودرجة الحرارة في الماضي بالتفصيل. وبالرغم من أنه يمكن للمسرعات الكبيرة للجسيمات استنساخ تلك الظروف، لتأكيد وصقل تفاصيل نموذج الانفجار العظيم، إلا أن تلك المسرعات لم تتمكن حتى الآن إلا البحث في الأنظمة عالية الطاقة. وبالتالي، فإن حالة الكون في اللحظات الأولى للانفجار العظيم مبهمة وغير مفهومة، ولا تزال مجالاً للبحث. كما لا تقدم نظرية الانفجار العظيم أي شرح للحالة الأولية قبل الانفجار العظيم، بل تحاول تفسير نشأة وتطور الكون منذ تلك اللحظة الأولى بعد الانفجار؛ إذ بالانفجار يبدأ الزمان والمكان، ولا ترى الفيزياء زمنا قبل الانفجار العظيم، فقد بدأ به الزمن من وجهة نظر الفيزيائيين.
قدّم الكاهن الكاثوليكي والعالم البلجيكي جورج لومتر الفرضية التي أصبحت لاحقًا نظرية الانفجار العظيم عام 1927. ومع مرور الوقت، انطلق العلماء من فكرته الأولى حول تمدد الكون لتتبُّع أصل الكون، وما الذي أدى إلى تكوّن الكون الحالي. اعتمد الإطار العام لنموذج الانفجار العظيم على نظرية النسبية العامة لأينشتاين، وعلى تبسيط فرضيات كتجانس النظام وتوحد خواص الفضاء. وقد صاغ ألكسندر فريدمان المعادلات الرئيسية للنظرية، وأضاف فيليم دي سيتر صيغ بديلة لها. وفي عام 1929، اكتشف إدوين هابل أن المسافات إلى المجرات البعيدة مرتبطة بقوة بانزياحها الأحمر. استُنتج من ملاحظة هابل أن جميع المجرات والعناقيد البعيدة لها سرعة ظاهرية تختلف عن فكرتنا بأنها كلما بَعُدت، زادت سرعتها الظاهرية، بغض النظر عن الاتجاه.
ورغم انقسام المجتمع العلمي يومًا بين نظريتي تمدد الكون بين مؤيد لنظرية الانفجار العظيم، ومؤيد لنظرية الحالة الثابتة، إلا أن التأكيد بالملاحظة والرصد على صحة سيناريو الانفجار العظيم جاء مع اكتشاف الخلفية الإشعاعية للكون عام 1964، واكتشاف أن طيف تلك الخلفية الإشعاعية يتطابق مع الإشعاع الحراري للأجسام السوداء. منذ ذلك الحين، أضاف علماء الفيزياء الفلكية إضافات رصدية ونظرية إلى نموذج الانفجار العظيم، وتمثيلها الوسيطي كنموذج لامبدا-سي دي إم الذي هو بمثابة إطار للأبحاث الحالية في علم الكونيات النظري.

## تمهيد

### التسلسل الزمني للانفجار العظيم

#### التفرد
يقودنا تتبع تمدد الكون عبر الزمن إلى حقيقة أن الكون كان في الماضي في حالة شديدة الكثافة والحرارة. ويشير هذا التفرد إلى تعطُّل تطبيق النسبية العامة، فلا يمكننا تتبع حالة التفرد تلك على وجه اليقين أكثر من فترة نهاية حقبة بلانك. ويسمى هذا التفرد أحيانًا «الانفجار العظيم»، ولكن هذا المصطلح قد يشير أيضًا إلى الحالة الأولى(1) التي كانت أكثر حرارة وكثافة، التي تعتبر لحظة ميلاد الكون. وبناءً على قياسات التمدد مقارنةً بنموذج مستعر أعظم من النوع أ وقياسات التقلبات الحرارية في الخلفية الإشعاعية للكون وقياسات الارتباط بين المجرات، أمكن حساب عمر الكون وتقديره بنحو 13.798 ± 0.037 مليار سنة. وقد أدى التوافق بين هذه القياسات الثلاثة المستقلة عن بعضها البعض إلى دعم نموذج لامبدا-سي دي إم بقوة، والذي يصف بالتفصيل محتويات الكون.

#### التضخم الكوني ونشأة الباريونات
تخضع الأطوار الأولى للانفجار العظيم للعديد من التكهنات. ففي النماذج الأكثر شيوعًا، كان الكون ممتلئًا بصورة متجانسة وقياسية بجسيمات ذات كثافة طاقة ودرجات حرارة وضغوط هائلة، وأنه تمدد وبَرُد بسرعة فائقة. وخلال ما يقرب من 10 −37 ثانية في التمدد، تسبب تحول طوري في تضخُّم الكون ونموه نموًا أُسيًا. وبعد توقف التضخم، تألّف الكون من بلازما كوارك-غلوونية، وغيرها من جميع الجسيمات الأولية الأخرى. كانت درجات الحرارة في تلك الحالة مرتفعة حتى تسنّى تحرك الجزيئات عشوائيًا وفق سرعات نسبية، ونتجت أزواج ومضاداتها من كل نوع بصفة مستمرة، بل وتلاشى بعضها عبر الاصطدامات. وفي مرحلة ما، حدث تفاعل يسمى بنشأة الباريونات لم يحافظ على رقم باريون، مما أدى إلى وجود فائض صغير جدًا من الكواركات والليبتونات يفوق مضادات الكوارك ومضادات الليبتونات بنحو جزء واحد من 30 مليون جزء. أدى ذلك إلى هيمنة المواد على المواد المضادة في الكون الحالي.

#### التبرد

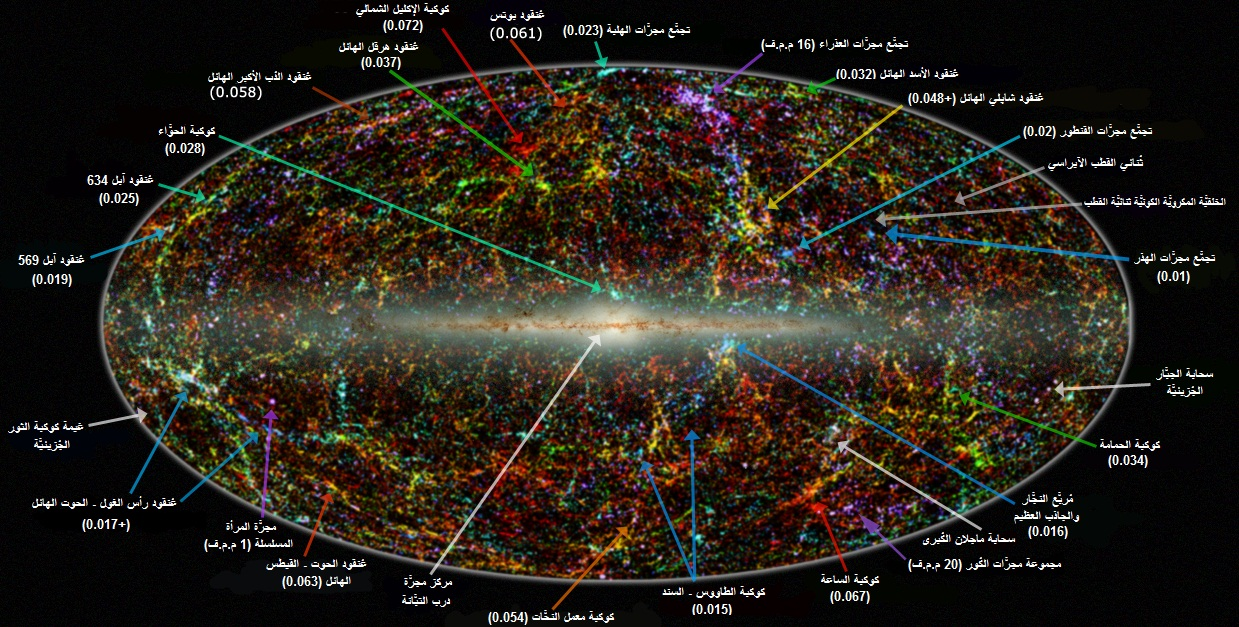
منظر بانورامي لكامل الكون باستخدام أشعة تحت حمراء تُظهر توزيع المجرات خارج درب التبانة. المجرات مقسّمة لونيًا وفق انزياحها الأحمر.

في تاريخ الكون، هناك فرضية بأن الموجات الثقالية نشأت عن الناتج عن التمدد تمامًا بعد الانفجار العظيم.

ظلت كثافة الكون وحرارته في انخفاض، وبالتالي تناقصت طاقة أي من جسيماته. ثم نقلت الأطوار الانتقالية كسر تناظر القوى الأساسية للفيزياء ومتغيرات الجسيمات الأولية إلى وضعها الحالي. ففي خلال حوالي 10−11ثانية، أصبحت حالة الكون أكثر استقرارًا، حيث انخفضت طاقات الجسيمات إلى القيم التي يمكن تحقيقها في تجارب فيزياء الجسيمات. وفي حوالي 10−6 ثانية، تجمّعت الكواركات والغلوونات لتكوين الباريونات مثل البروتونات والنيوترونات. أدى فائض صغير من الكواركات مقابل مضادات الكوارك إلى فائض صغير من الباريونات مقابل مضادات الكوارك. وبانخفاض درجات الحرارة، لم تعد درجة الحرارة تكفي لتكوين أزواج جديدة من البروتون-مضاد البروتون وكذلك أزواج النيوترونات-مضادات النيوترونات، لذا نتجت على الفور عمليات تلاشي ضخمة، تبقى منها فقط واحد من كل 1010 من البروتونات والنيوترونات الأصلية، لم يتبق أي من مضاداتها. كذلك حدثت عملية مشابهة خلال ثانية واحدة للإلكترونات والبوزيترونات. وبعد عمليات التلاشي تلك، توقفت باقي البروتونات والنيوترونات والإلكترونات عن التحرك بنسبية، وشكّلت الفوتونات غالبية كثافة طاقة الكون (مع مساهمة بسيطة من النيوترينوات).
وخلال دقائق من تمدد الكون، عندما كانت درجة الحرارة حوالي مليار كلفن والكثافة تساوي تقريبًا كثافة الهواء، توحّدت النيوترونات مع البروتونات لتشكيل ديوتريومات الكون وأنوية ذرات الهيليوم في عملية تسمى تخليق الانفجار العظيم النووي. وظلت معظم البروتونات منفصلة كأنوية لذرات الهيدروجين. ومع تبرُّد الكون، سيطرت جاذبية إشعاع الفوتونات على كثافة طاقة الكتلة الباقية من المادة. وبعد حوالي 379,000 سنة، اتحدت الإلكترونات مع أنوية الذرات (معظمها من الهيدروجين)؛ وبالتالي انفصل الإشعاع عن المادة، وانطلق في الفضاء دون عوائق إلى حد كبير. وتعرف بقايا هذا الإشعاع باسم الخلفية الإشعاعية للكون.

#### تشكل البنية
على مدى فترة طويلة من الزمن، تجاذبت المناطق الأكثر كثافة من المادة شبه الموزعة بتجانس قليلاً نحو المادة، وبالتالي نمت بكثافة أكبر، وتشكّلت سحب غازية ونجوم ومجرات وبقية أجزاء البنية الفلكية الأخرى التي يمكن ملاحظتها اليوم. اعتمدت تفاصيل تلك العملية على كمية ونوع مادة الكون. وتنقسم أنواع المادة إلى مادة مظلمة باردة ومظلمة دافئة ومظلمة حارة وباريونة. وقد أظهرت أفضل القياسات المتاحة (من خلال مسبار ويلكينسون لقياس اختلاف الموجات الراديوية) أن البيانات تتوافق بشكل جيد مع فرضية نموذج لامبدا-سي دي إم التي تفترض أن المادة المظلمة كانت باردة (حيث اختفت المادة المظلمة الدافئة في وقت مبكر أثناء حقبة إعادة التأين)، وقدّرت أنها تُشكّل حوالي 23٪ من نسبة المادة/طاقة الكون، بينما تُشكّل المادة الباريونية حوالي 4.6٪. وفي «نموذج التمدد» الذي يتضمن مادة مظلمة ساخنة في شكل نيوترينوات، إذا كانت «الكثافة الفيزيائية للباريون» bh2 تقدر بحوالي 0.023 (وهي تختلف عن «كثافة الباريون» Ωb التي يُعبّر عنها كجزء من النسبة الإجمالية لكثافة المادة/الطاقة، والتي أُشير إليها أعلاه بحوالي 0.046)، وكثافة المادة المظلمة الباردة المصاحبة Ωch2 حوالي 0.11، فإن كثافة النيوترينو المصاحب تُقدّر بأقل من 0.0062.

#### تسارع تمدد الكون

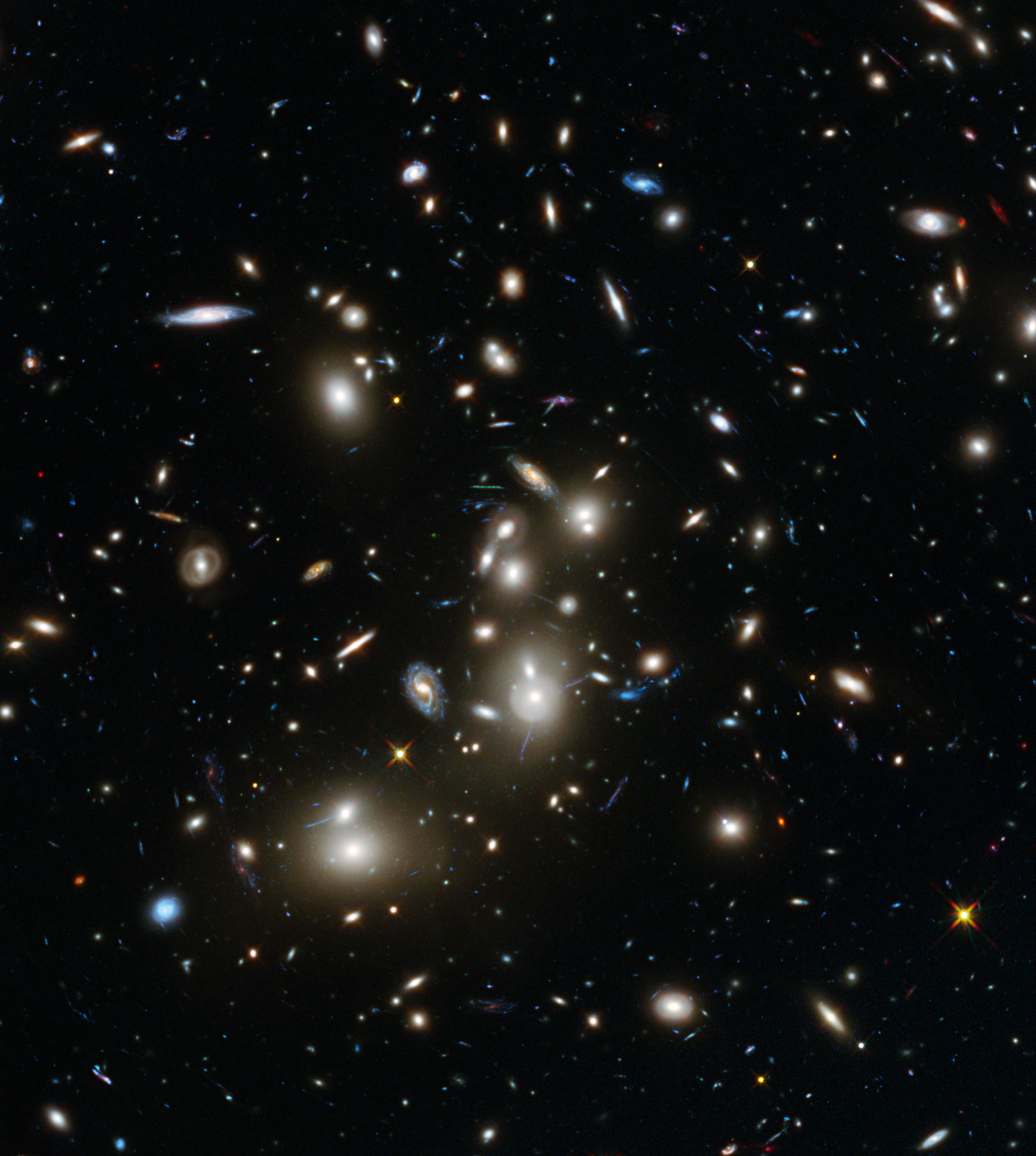
رصد للمجموعة المجرية أبيل 2744 بواسطة مرصد هابل الفضائي.

هناك دلائل مستقلة من رصد المستعرات العظمى من الدرجة Ia والخلفية الإشعاعية للكون تُظهر أن الكون اليوم تسيطر عليه شكل غامض من الطاقة تعرف باسم الطاقة المظلمة التي تتخلل كامل الفضاء. وتُقدّر نتائج الرصد أن 73٪ من كثافة الطاقة الكلية للكون اليوم تتواجد في تلك الصورة من الطاقة. ومن المرجّح أن الكون في بداية نشأته كان مغمورًا بالطاقة المظلمة، ولكن مع تضايق المساحة وتقارب كل شيء من بعضه البعض، سيطرت الجاذبية، وكبحت تمدد الكون ببطء. وفي نهاية المطاف، وبعد عدة مليارات من سنوات تمدد الكون، تسبب تزايد الطاقة المظلمة في تسارع تمدد الكون ولكن ببطء. وتتخذ الطاقة المظلمة في أبسط صيغها هيئة مصطلح الثابت الكوني في معادلات أينشتاين للمجال في النسبية العامة، ولكن تكوينها وآليتها غير معروفين، وبشكل أعم، ما زالت تفاصيل معادلة حالتها وعلاقتها مع نظرية النموذج العياري لفيزياء الجسيمات قيد البحث رصديًا ونظريًا.
كل هذا التطور الكوني بعد حقبة التضخم الكوني يمكن وصفها بدقة وفق نموذج لامبدا-سي دي إم، الذي يستخدم الأطر المستقلة لميكانيكا الكم والنسبية العامة لأينشتاين. وكما أشير أعلاه، لا يوجد نموذج موثوق يصف ما حدث قبل 10−15 ثانية من نشأة الكون. ويبدو أن هناك حاجة إلى نظرية جاذبية كمية موحدة جديدة لكسر هذا الحاجز لفهم تلك الحقبة من تاريخ الكون، والتي تعد حاليًا إحدى أعظم المسائل التي لم تُحلّ في الفيزياء.

### الافتراضات الضمنية
تعتمد نظرية الانفجار الكبير على فرضيتين رئيسيتين: شمولية القوانين الفيزيائية والمبدأ الكوني الذي يفترض أنه في المقاييس الكبيرة، يُوصف الكون بأنه فضاء متجانس ومُوحّد الخواص. كانت تلك الأفكار في البداية من المُسلّمات، ولكن اليوم هناك جهود لاختبار كل منها. فعلى سبيل المثال، فإن الفرضية الأولى تم اختبارها من خلال الرصد الذي أظهر أن أكبر انحراف محتمل لثابت البناء الدقيق خلال جزء كبير من عمر الكون يُقدّر بنحو 10−5. كما استخدمت النسبية العامة لعمل اختبارت صارمة على مقاييس النظام الشمسي والنجوم الثنائية.
وإذا افترضنا أن الكون متجانس الخواص كما يُرى من الأرض، فإن المبدأ الكوني يمكن استنتاجه من مبدأ كوبرنيكوس البسيط، الذي ينص على أنه لا يوجد أفضلية. ولذا، فقد تم التحقق من صحة المبدأ الكوني إلى مستوى 10−5 عبر رصد الخلفية الإشعاعية للكون. كما تم قياس تجانس الكون على المقاييس الأكبر حتى مستوى 10٪.

### تمدد الفضاء
تصف النسبية العامة الزمكان وفق نظام متري، يمكن من خلاله تحديد المسافات التي تفصل أي نقطة عن نقطة قريبة. هذه النقاط قد تكون مجرات أو نجوم أو أشياء أخرى، هذه النقاط نفسها يتم تحديدها باستخدام متعدد شعب أو «شبكة» تشمل كل الزمكان. ينص المبدأ الكوني أن هذا النظام المتري يجب أن يكون متجانس ومُوحّد الخواص في المقاييس الكبيرة يمكن تمييزه باستخدام إحداثيات روبرتسون-ووكر. هذه الإحداثيات تحتوي على مقياس يصف تغيّر حجم الكون عبر الزمن، مما يسّر اختيار نظام إحداثي مناسب يدعى مسافة المسايرة. وفق هذا النظام الإحداثي تتمدد الشبكة بتمدد الكون، وتبقى الأجسام التي تتحرك بتمدد الكون في مواضع ثابتة على الشبكة، وتبقى مسافاتها الإحداثية (مسافات المسايرة) ثابتة، في الوقت الذي تتزايد فيه المسافات الفعلية بين الأجسام إطراديًا بتمدد الكون.
لا يعد الانفجار العظيم انفجارًا للمادة يتحرك نحو الخارج لملء كون فارغ. ولكن بمرور الوقت يتمدد الكون في كل اتجاه وتتزايد المسافات الفعلية بين الأجرام السماوية، وهذا ما تشير إليه الأرصاد الفلكية الحديثة. ونظرًا لكون إحداثيات روبرتسون-ووكر تفترض توزيعًا منتظمًا للكتلة والطاقة، فإنها تنطبق فقط على القياسات الكبيرة، أما النطاقات المحدودة من المادة مثل مجرتنا المترابطة تجاذبيًا فلا تنطبق عليها نظرية التمدد واسع النطاق كما في الفضاء خارج مجرتنا.

### الآفاق
من الخواص الهامة لزمكان الانفجار العظيم هو وجود الآفاق. ونظرًا لحقيقة أن الكون له عمر محدد، وأن الضوء ينتقل بسرعة محددة، فقد تكون هناك أحداث حدثت في الماضي لم يتوفر لها الوقت ليتمكن ضوئها من الوصول إلينا، مما جعل هناك حدًا للمسافة الأفقية التي يمكن رصدها. على العكس، نظرًا لتمدد الفضاء، تبتعد الأجسام البعيدة بسرعة أكبر من أي وقت مضى، وقد لا يُدرك الضوء المنبعث بواسطتنا اليوم أبدًا الأجسام البعيدة للغاية. فبالتالي، يُمكن تعريف الأفق المستقبلي بأنه الأفق الذي يحدد الأحداث المستقبلية التي سنتمكن من التأثير فيها. لذا فإن وجود أي نوع من الآفاق يعتمد على تفاصيل نموذج إحداثيات روبرتسون-ووكر الذي يصف كوننا. كما أن فهمنا للكون يعتمد على افتراضنا وجود أفق قديم في العصور السحيقة، على الرغم من أنه واقعيًا نظرتنا أيضًا محدودة لغموض الكون في لحظاته الأولى، أي أن رؤيتنا لا يمكنها أن تمتد إلى هذا الماضي البعيد، كما أنه إذا استمر الكون في التسارع، سيكون هناك أفق مستقبلي.

## التاريخ

### التسمية
كان الفلكي الإنجليزي فريد هويل أول من أطلق مصطلح «الانفجار العظيم» (بالإنجليزية: Big Bang) خلال مقابلة له مع هيئة الإذاعة البريطانية سنة 1949 م. ومن الشائع بين الناس أن هويل الذي كان يفضل نموذج «الحالة الثابتة» الكوني، كان يقصد من تلك التسمية السخرية، إلا أن هويل نفسه نفى ذلك صراحةً، وقال أن التسمية كانت للفت النظر وتسليط الضوء على الفرق بين النموذجين لمستمعي الراديو.

### التطور
تطورت نظرية الانفجار العظيم من خلال رصد بنية الكون والأبحاث النظرية. ففي سنة 1912 م، قام فيستو سليفر بأول قياس لتأثير دوبلر للسديم الحلزوني (السديم الحلزوني هو مُسمّى قديم للمجرات الحلزونية)، وسرعان ما اكتشف أن تقريبًا جميع تلك السُدُم كانت منحسرة عن الأرض، في الوقت الذي كان فيه نزاع شابلي-كورتيس المثير للجدل محتدمًا حول ما إذا كانت هذه السدم «أكوان جُزُرية» خارج مجرتنا درب التبانة. وبعد عشر سنوات، استنتج عالم الكون الفيزيائي والرياضياتي الروسي ألكسندر فريدمان معادلات فريدمان من معادلات أينشتاين للمجال، مُبيّنًا أن الكون قد يكون يتمدد مُخالفًا بذلك نموذج الكون الساكن التي كان أينشتاين يؤيدها وقتئذ. وفي سنة 1924 م، أظهر قياس إدوين هابل لمسافة أقرب السدم الحلزونية، أن تلك النظم هي بالتأكيد مجرات أخرى. وبصورة مستقلة، استنتج الكاهن الكاثوليكي والفيزيائي جورج لوميتر عام 1927 معادلات فريدمان، وتوصّل إلى أن انحسار السدم يُستدل منه على تمدد الكون. وفي سنة 1931 م، ذهب لوميتر أبعد من ذلك وافترض أنه نتيجة التمدد الواضح للكون، فلا بد لو عُدنا بالزمن أن نجد في لحظة ما كانت كل مادة الكون مجتمعة في نقطة ما على هيئة «ذرة بدائية» عندها بدأ الزمن والفضاء في النشوء.
بداية من سنة 1924 م، وضع هابل سلسلة من مؤشرات المسافة التي سبقت وضع سلم المسافات الكونية مستخدمًا مقراب هوبر الذي قطره 100-بوصة (2,500 مـم) في مرصد جبل ويلسون. سمح له ذلك بتقدير المسافات إلى المجرات التي كان انزياحها الأحمر قد قِيس بالفعل، أغلبها بواسطة سيفلر. وفي سنة 1929 م، اكتشف هابل وجود علاقة بين المسافة وسرعة الانحسار (يعرف الآن بقانون هابل)، وهو ما توقعه لوميتر وفقًا للمبدأ الكوني.
في عشرينيات وثلاثينيات القرن الماضي، كان معظم علماء الكون الفيزيائي البارزين من مؤيدي فرضية الحالة الثابتة السرمدية للكون، وتذمّر العديد منهم من القول بأن نشأة الزمن نتيجة انفجار عظيم مستوحى من مفاهيم دينية، وهو الاعتراض الذي ردده مؤيدو نظرية الحالة الثابتة فيما بعد. عزّز هذا التصور حقيقة أن مُنشأ نظرية الانفجار العظيم هو الكاهن الروماني الكاثوليكي جورج لوميتر. كان آرثر ستانلي إدنغتون من المؤمنين برأي أرسطو أن الكون ليس له بداية زمنية، وأن المادة أصلها سرمدي، مما جعله يبغض فكرة نشأة الزمن. أما لوميتر، فقد اعتقد بأنه: «إذا كان العالم قد بدء بكمّ واحد، فإن مفاهيم المكان والزمان لن يكون لها معنى عند نشأة العالم؛ وستبدأ فقط في أن يكون لها معنى معقول عند انقسام الكمّ الأصلي إلى عدد كاف من الكمّات. وإذا كانت هذه الفرضية صحيحة، فستكون أسطورة الخلق قد حدثت قبل وقت قليل من بداية الزمان والمكان.» وخلال الثلاثينيات، ظهرت أفكار أخرى غير قياسية لتفسير أرصاد هابل، ومنها نموذج ميلن والكون المتذبذب (اقترحه فريدمان في البداية، ثم دافع عنه ألبرت أينشتاين وريتشارد تولمان) وفرضية الضوء المُرهق لفريتز زفيكي.
بعد الحرب العالمية الثانية، ظهرت فرضيتان متميزتان. الأولى نظرية الحالة الثابتة لفريد هويل؛ إذ وفقًا لها فإنه لا بد من تولُّد مادة جديدة في حالة تمدد الكون. يفترض هذا النموذج أن الكون يبقى كما هو في أي وقت من الزمن. والثانية كانت نظرية الانفجار العظيم للوميتر التي دافع عنها وطوّرها جورج جاموف الذي وضع فكرة تخليق الانفجار العظيم النووي (BBN)، والذي شارك رالف ألفر وروبرت هيرمان في التكهن بوجود الخلفية الإشعاعية للكون (CMB). ومن المفارقات، أن هويل هو من صاغ العبارة التي جاء منها اسم نظرية لوميتر، عندما أشار إليها بقوله: «فكرة هذا الانفجار العظيم» خلال مقابلته مع راديو هيئة الإذاعة البريطانية في مارس 1949 م. ولفترة من الوقت، انقسم المؤيدون بين هاتين النظريتين. وفي نهاية المطاف، أعطت الأدلة الرصدية أفضلية للانفجار العظيم في مقابل الحالة الثابتة. كان اكتشاف وتأكيد وجود الخلفية الإشعاعية للكون سنة 1964 م حاسمًا في جعل نظرية الانفجار العظيم أفضل نظرية حول أصل ونشأة الكون. يسعى الكثير من العمل الحالي في علم الكونيات إلى فهم كيفية تكوّن المجرات وفق نظرية الانفجار العظيم، ومحاولة فهم فيزياء الكون في الأزمنة السحيقة، والتوفيق بين الأرصاد والنظرية الأساسية.
في نهاية عقد التسعينيات، تحقق تقدم كبير في تفسير الانفجار العظيم نتيجة تقدم تقنيات المقراب وتحليل البيانات المستخلصة عبر الأقمار الصناعية مثل مستكشف الخلفية الكونية ومرصد هابل الفضائي ومسبار ويلكينسون لقياس اختلاف الموجات الراديوية. ولدى علماء الكون الآن قياسات مُحكمة ودقيقة إلى حد ما لكثير من متغيرات نموذج الانفجار العظيم، مكّنتهم من الاكتشاف غير المتوقع بأن تمدد الكون يبدو كما لو كان يتسارع.

## أدلة رصدية
| إن صورة الانفجار العظيم ترسّخت بقوة بالبيانات التي جُمعت من كل منطقة بهدف إثبات فساد خصائصه العامة. |
| —لورنس كراوس                                                                                      |

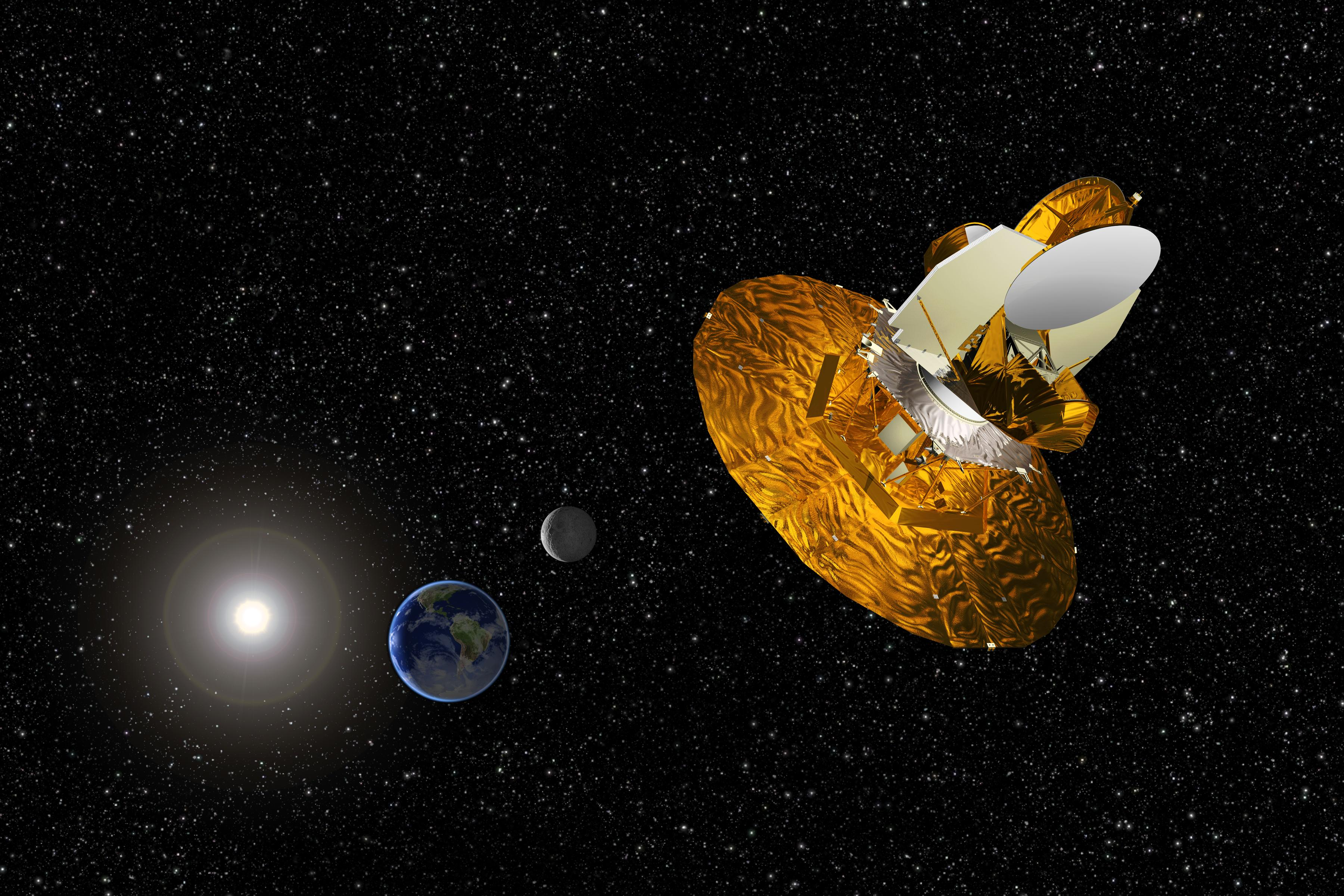
تصوُّر فني للقمر الصناعي مسبار ويلكينسون لقياس اختلاف الموجات الراديوية الذي يجمع بيانات لمساعدة العلماء على فهم الانفجار العظيم.

إن أقدم الأدلة الرصدية وأكثرها صراحةً في إثبات فعالية نظرية الانفجار العظيم هو تمدد الكون وفق قانون هابل (مُمثّلاً في الانزياح الأحمر للمجرات)، واكتشاف وقياس الخلفية الإشعاعية للكون والوفرة النسبية للعناصر الخفيفة الناتجة عن تخليق الانفجار العظيم النووي. أما الأدلة الأحدث، فقد شملت رصد تشكل وتطور المجرات، وتوزيع الكون المرصود، وأحيانًا يُطلق على تلك الأدلة «الأعمدة الأربعة» لنظرية الانفجار العظيم.
تناولت النماذج الدقيقة الحديثة للانفجار العظيم العديد من الظواهر الفيزيائية الغريبة التي لم يتم ملاحظتها في التجارب المعملية الأرضية أو دمجها في النموذج القياسي لفيزياء الجسيمات. من بين تلك الظواهر، تخضع المادة المظلمة حاليًا لأكثر الأبحاث المعملية نشاطًا. ومن بين القضايا الأخرى قيد البحث مشكلة وجود المجرات القزمة في المادة المظلمة الباردة. وتُعد الطاقة المظلمة أيضًا محورًا لاهتمام كبير من العلماء، ولكن ليس من الواضح ما إذا كان الاستكشاف المباشر للطاقة المظلمة سوف يكون ممكنًا. ويبقى التضخم الكوني ونشأة الباريونات من أكثر نماذج الانفجار العظيم التي تدعو للتفكير.

### قانون هابل وتمدد الفضاء
أظهرت عمليات رصد أبعاد المجرات والنجوم الزائفة أن الانزياح الأحمر للضوء المنبعث من تلك الأجسام له أطوال موجية أكبر. ويمكن ملاحظة ذلك بدراسة طيف تردد هذا الجسم ومطابقته بنموذج مطيافية خطوط الانبعاث أو خطوط الامتصاص المصاحبة لذرات العناصر الكيميائية التي تتفاعل مع هذا الضوء. هذه الانزياحات الحمراء متجانسة الخواص، وموزعة بالتساوي بين الأجسام المرصودة في كل الاتجاهات. وإذا تم تصنيف الانزياح الأحمر على أنه انزياح دوبلر، فبالإمكان حساب سرعة ابتعاد هذا الجسم. بعض المجرات يمكن تقدير بعدها من خلال سلم المسافات الكونية. وعند رسم سرعات ابتعادها إلى مسافاتها، ستنتج علاقة خطية تُعرف باسم قانون هابل:
v = H0D
حيث
- v هي سرعة ابتعاد مجرة أو أي جسم بعيد.
- D هي المسافة إلى الجسم
- H0 هو ثابت هابل، الذي قدّره مسبار ويلكنسون بـ 70.4 +1.3
−1.4 كيلومتر/ثانية/فرسخ فلكي.[25]

هناك تفسيران محتملان لقانون هابل. الأول أننا في مركز انفجار المجرات، وهو أمر لا يمكن تأكيده وفقًا لمبدأ كوبرنيكوس، والثاني أن الكون يتمدد في كل إتجاه. نظرية تمدد الكون استُنتجت من خلال نظرية النسبية العامة عن طريق ألكسندر فريدمان سنة 1922 م، وجورج لوميتر سنة 1927 م، أي قبل أن يقوم هابل بأرصاده وتحليلاته سنة 1929 م، التي أصبحت حجر الزاوية في نظرية الانفجار العظيم، ونتج عنها وضع إحداثيات روبرتسون-ووكر.
تفترض تلك النظرية أن العلاقة v = HD ثابتة في جميع الأوقات، حيث D هي المسافة، v هي سرعة الابتعاد، وأن v وH وD تتغير نظرًا لتمدد الكون (وبالتالي تُكتب H0 للدلالة على ثابت هابل المعاصر). وبالنسبة للمسافات الأصغر في حيز الكون المرصود، يمكن اعتبار انزياح هابل الأحمر على أنه انزياح دوبلر المصاحب لسرعة الابتعاد v. ومع ذلك، فإن الانزياح الأحمر ليس انزياح دوبلر حقيقي، وإنما هو الناتج عن تمدد الكون في الوقت الذي انبعث فيه الضوء إلى الوقت الذي تم اكتشافه فيه.
وفي سنة 2000 م، أثبتت قياسات تأثيرات الخلفية الإشعاعية للكون على حركة النظم الفيزيائية الفلكية البعيدة مبدأ كوبرنيكونس بأنه بالمقاييس الفلكية، فإن الأرض ليست في وضع مركزي. وقد كانت إشعاعات الانفجار العظيم أكثر دفئًا في الماضي في جميع أنحاء الكون. ولا يمكن تفسير التبريد المنتظم للخلفية الموجية للكون عبر مليارات السنين إلا في حالة أن يكون الكون يتمدد، واستبعاد احتمالية أننا بالقرب من المركز الأصلي للانفجار.

### الخلفية الإشعاعية للكون

صورة قياسات مسبار ويلكنسون عام 2012 على مدار 9 سنوات لإشعاع الخلفية الكونية الميكروويفية. تُظهر تجانس الخواص الإشعاعية بدقة تصل إلى جزء من 100,000 جزء.

في سنة 1964 م، اكتشف آرنو بينزياس وروبرت ويلسون مصادفة الخلفية الإشعاعية للكون، التي هي إشارة أحادية في حزمة الموجات الصغرية. قدم اكتشافهما تأكيدًا للتنبؤات بوجود خلفية إشعاعية للكون، وقد وُجد أن الإشعاع ثابت ومعظمه متسق مع طيف الجسم الأسود في كل الاتجاهات، وأن هذا الطيف انزاح انزياحًا أحمرًا من تمدد الكون، ويتوافق في الوقت الحاضر مع ما يقرب من 2.725 كلفن. مما أعطى دليل إضافي يعطي أفضلية لنموذج الانفجار العظيم، ومُنح بينزياس وويلسون جائزة نوبل سنة 1978 م.

طيف الخلفية الإشعاعية للكون مُقاسًا بجهاز FIRAS في مستكشف الخلفية الكونية، والذي يُعد أكثر طيف لجسم أسود مُقاسًا بدقة في الطبيعة.

تكوّن السطح المبعثر الأخير المصاحب للخلفية الإشعاعية للكون بعد فترة وجيزة من حقبة إعادة الاندماج، التي أصبح فيها الهيدروجين مستقرًا. قبل ذلك، كان الكون يتألف من بحر من بلازما فوتونية-باريونية كثيفة وساخنة حيث كانت الفوتونات تتشتت بسرعة عن الجسيمات المشحونة الحرة. وتبلغ ذروتها عند حوالي 372±14 ألف سنة، وأصبح متوسط المسار الحر للفوتون طويلاً بما فيه الكفاية ليصل إلينا اليوم، وأصبح الكون شفافًا.
وفي سنة 1989 م، أطلقت ناسا مستكشف الخلفية الكونية (COBE). كانت النتائج التي توصلت إليها متوافقة مع التنبؤات فيما يتعلق الخلفية الإشعاعية للكون، ووجدت أن درجات الحرارة المتبقية حوالي 2.726 كلفن (القياسات الأخيرة خفّضت الرقم قليلاً إلى 2.725 كلفن)، وقدمت أول دليل على وجود تقلبات في الخلفية الإشعاعية للكون، في مستوى حوالي جزء واحد من 105 جزء. ومُنح جون ماثر وجورج سموت جائزة نوبل لقيادتهم لهذا العمل. خلال العقد التالي، فُحصت تقلبات الخلفية الإشعاعية للكون أكثر بواسطة عدد كبير من البالونات والتجارب الأرضية. وبين عامي 2000-2001 م، كانت أكثر التجارب ملحوظية هي تجربة بوميرانج التي اكتشفت أن شكل الكون تقريبًا مُسطّح عن طريق قياس الحجم الزاوي (الحجم في السماء) للمناطق غير المتجانسة في الخلفية الإشعاعية للكون. في بداية سنة 2003 م، نُشرت النتائج الأولية لمسبار ويلكينسون لقياس اختلاف الموجات الراديوية (WMAP)، التي كانت في وقتها القيم الأكثر دقة لبعض المتغيرات الكونية. فنّدت النتائج بعض نماذج التضخم الكوني، ولكنها توافقت مع نظرية التضخم بشكل عام. وفي مايو 2009 م، أُطلق مرصد بلانك الفضائي، ومازالت العديد من تجارب الأرضية والبالونية لاختبار الخلفية الإشعاعية للكون جارية.

### وفرة العناصر الأولية
باستخدام نموذج الانفجار العظيم، من الممكن حساب تركيزات هيليوم-4 وهيليوم-3 والديوتيريوم وليثيوم-7 في الكون نسبةً إلى كمية الهيدروجين العادي. وتعتمد الوفرة النسبية لتلك العناصر على متغير وحيد، وهو نسبة الفوتونات إلى الباريونات. هذه القيمة يمكن حسابها وحدها من تفاصيل بنية تقلبات الخلفية الإشعاعية للكون. والنسب المتنبأة (بالوزن لا بالعدد) حوالي 0.25 لنسبة
4He/H وحوالي 10−3 لنسبة 2H/H وحوالي 10−4 لنسبة 3He/H وحوالي 10−9 لنسبة 7Li/H.
تتفق قيم وفرة تلك العناصر كلها تقريبًا مع النسب المتنبأة من قيمة وحيدة لنسبة باريون/فوتون. تتفق النسبة المُتنبّأة للديوتيريوم بامتياز مع النسبة الحسابية، وتقترب نسبة 4He مع بعض التجاوز، وتقترب من النصف في حالة 7Li. وفي الحالتين الأخيرتين ينقصهما بعض الدقة، ومع ذلك، فإن التوافق العام مع نسب وفرة العناصر الأولية التي تنبأ بها تخليق الانفجار العظيم النووي هو دليل قوي على الانفجار العظيم، حيث أن النظرية هي التفسير الوحيد المعروف عن الوفرة النسبية لتلك العناصر الخفيفة، وأنه يكاد يكون من المستحيل «ضبط» الانفجار العظيم لإنتاج أكثر أو أقل من 20-30٪ هيليوم. وفي الواقع لا يوجد سبب واضح يُلزم الكون بأن يكون فيه هيليوم أكثر من الديوتريوم أو ديوتريوم أكثر من 3He/H وبنسب ثابتة أيضًا.

### تطور المجرات وتوزيعها
إن الأرصاد التفصيلية لتشكل وتوزيع المجرات والنجوم الزائفة، يُظهر توافقها مع نظرية الانفجار العظيم. فكل من النظرية والأرصاد افترضتا أن النجوم الزائفة والمجرات الأولى تشكلت بعد مليار سنة من الانفجار العظيم، ومنذ ذلك الحين تكونت تجمعات أكبر مثل عناقيد المجرات والعناقيد المجرية الضخمة. ثم نمت وتطورت عدد من النجوم، بحيث بدت المجرات البعيدة مختلفة جدًا عن المجرات القريبة. وعلاوة على ذلك، بدا أن المجرات التي تشكلت مؤخرًا نسبيًا تختلف بشكل ملحوظ عن المجرات التي تشكلت على مسافات مماثلة، ولكن بعد وقت قصير من الانفجار العظيم. تعد تلك الأرصاد حججًا قوية ضد نموذج الحالة الثابتة. كما تتفق أرصاد ولادة النجوم وتوزيع المجرات والنجوم الزائفة بشكل جيد مع سيناريو الانفجار العظيم عن تشكل بنية الكون، وتساعد على إكمال تفاصيل النظرية.

### السحب الغازية الأولى
في سنة 2011 م، وجد الفلكيون ما يعتقدون أنهما سحابتين بدائيتين من الغاز الأوليّ من خلال تحليل خطوط الامتصاص في أطياف النجوم الزائفة البعيدة. قبل هذا الاكتشاف، لوحظ أن جميع الأجسام الفلكية الأخرى تحتوي على عناصر ثقيلة التي تتكون في النجوم، بينما هاتين السحابتين من الغاز لا تحتويان على عناصر أثقل من الهيدروجين والديوتريوم. ونظرًا لأنها لا تحتوي على عناصر ثقيلة، يُعتقد أنهما تكونتا في الدقائق الأولى للانفجار العظيم خلال تخليق الانفجار العظيم النووي، حيث تتوافق مكوناتهما مع المكونات المتوقع أن ينتجها تخليق الانفجار العظيم النووي. كان ذلك دليلاً مباشرًا على أنه كانت هناك حقبة في تاريخ الكون قبل تكوّن النجوم الأولى، حينها كانت معظم المواد الأولية موجودة في صورة سحب من الهيدروجين المستقر.

### أدلة أخرى
إن عمر الكون وفق تقديرات تمدد هابل والخلفية الإشعاعية للكون يتوافق إلى حد كبير مع التقديرات الأخرى التي تستخدم أعمار أقدم النجوم، فكلاهما قيس من خلال تطبيق نظرية التطور النجمي على التجمعات الكروية والتأريخ الإشعاعي للنجوم المعدنية. كما أن التكهن بأن درجة حرارة الخلفية الإشعاعية للكون كانت أعلى في الماضي، تم تدعيمه تجاربيًا من خلال رصد خطوط الامتصاص المنخفضة الحرارة للغاية في سحب الغاز ذات الانزياح الأحمر الكبير. ومن المفترض ضمنيًا من هذا التكهن أن مدى تأثير سونيايف-زيلدوفيتش في الكون المرصود لا يعتمد مباشرة على الانزياح الأحمر، وهو ما أثبتت الأرصاد صحته إلى حد كبير، ولكن هذا التأثير يعتمد على خصائص التجمعات المجرية التي تتغير مع الزمن الكوني، مما يجعل من الصعب قياسه بدقة.
وفي 17 مارس 2014 م، أعلن فلكيو مركز هارفارد-سميثونيان للفيزياء الفلكية اكتشاف موجات ثقالية أولية، التي إن تم تأكيدها قد تعطي دليلاً قويًا على التضخم الكوني والانفجار العظيم. ومع ذلك، في 19 يونيو 2014، انخفضت الثقة في تأكيد تلك النتائج، وفي 19 سبتمبر 2014، انخفض تأكيد النتائج أكثر.

## قضايا متعلقة في الفيزياء

### تباين الباريونات
إلى الآن، من غير المعلوم لماذا يحتوي الكون على مواد أكثر من مضادات تلك المواد. ومن المفترض عامة أنه عندما كان الكون ناشئًا وشديد الحرارة، كان في حالة توازن استاتيكي وكان يحتوي على عدد متكافيء من الباريونات ومضادات الباريونات. ورغم ذلك، فإن نتائج الأرصاد تقول بأن الكون بما فيه أبعد أجزائه يتكون بأكمله تقريبًا من المادة (بمعنى لا وجود لمضاداتها). ويفترض أن التباين نشأ في عملية نشأة الباريونات. فلكي تحدث عملية نشأة الباريونات، يجب أن تتحقق الشروط التي وضعها ساخاروف لنشأة الباريونات. وهو ما يتطلب أن يبقى عدد الباريونات غير ثابت، حيث حدث انتهاك لتناظر الشحنة السوية، وابتعد الكون عن التوازن الترموديناميكي. كل تلك الظروف حدثت في نظرية النموذج العياري، لكن تأثيرها لم يكن كافيًا لتفسير تباين الباريونات الحالي.

### الطاقة المظلمة
أوضحت قياسات العلاقة بين الانزياح الأحمر–القدر الظاهري لمستعر أعظم من النوع 1أ أن تمدد الكون بدأ في التسارع منذ كان الكون في نصف عمره الحالي. ولتفسير هذا التسارع، تقول نظرية النسبية العامة بأنه يتطلب أن تكون معظم طاقة الكون سلبية التي تُعرف باسم «الطاقة المظلمة». تحل الطاقة المظلمة العديد من المشاكل. فقياسات الخلفية الإشعاعية للكون توضح أن الكون تقريبًا مُسطّح، وبالتالي ووفقًا للنسبية العامة، لابد وأن يكون للكون قيمة كتلة/طاقة تمامًا وفق حسابات معادلات فريدمان. ولكن بحساب كثافة الكتلة من خلال جاذبيتها، ووجد أنها تعادل فقط حوالي 30% من كثافتها الحرجة. ونظرًا لافتراض النظرية أن الطاقة المظلمة لا تتجمع بالطريقة الاعتيادية، فيكون ذلك هو التفسير الأمثل للفقد في كثافة الطاقة. وتساعد الطاقة المظلمة في تفسير مقياسين حجميين للمنحنى الكلي للكون، الأول باستخدام تردد عدسات الجاذبية، والآخر يستخدم النموذج المميز للكون المرصود كمسطرة كونية.
يعتقد أن الضغط السلبي هو أحد خواص طاقة الفراغ، لكن طبيعة ووجود الطاقة المظلمة لا يزال أحد أكبر ألغاز الانفجار العظيم. وفي سنة 2008 م، توصّل فريق مسبار ويلكنسون إلى أن الكون يتكون من 73% طاقة مظلمة و 23% مادة مظلمة و4.6% مادة عادية وأقل من 1% نيوترينوات. ووفقًا للنظرية، فإن كثافة الطاقة في المادة تقل مع تمدد الكون، ولكن تبقى كثافة الطاقة المظلمة ثابتة مع تمدد الكون. ولذا، كانت المادة في الماضي تمثل جزءً أكبر من الطاقة الكلية للكون أكثر مما هي عليه اليوم، وستقل نسبة مساهمتها في المستقبل البعيد عندما تصبح الطاقة المظلمة أكثر هيمنة.

### المادة المظلمة

رسم بياني يوضح نسب المكونات المختلفة للكون حيث تُمثّل و حوالي 95% من مكونات الكون.

خلال سبعينيات وثمانينيات القرن العشرين، أظهرت عدة أعمال رصد عدم وجود مادة مرئية كافية في الكون لتُشكّل قوة جذب واضحة داخل وبين المجرات. أدى ذلك إلى التفكير بأن نحو 90٪ من المادة في الكون هي مادة مظلمة لا ينبعث منها ضوء ولا تفاعل مع المادة الباريونية العادية. ورغم أن فرضية وجود المادة المظلمة مثيرة للجدل، إلا أنه يُستدل عليها من خلال عمليات الرصد المختلفة: مثل عدم التجانس في الخلفية الإشعاعية للكون وانخفاض سرعات عناقيد المجرات وتوزيع بنية الكون ودراسات عدسة الجاذبية وقياسات الأشعة السينية لعناقيد المجرات. كما أن هناك دلائل أخرى غير مباشرة على وجود المادة المظلمة مثل تأثيرها الجذبوي على المواد الأخرى، ومازال العديد من المشاريع البحثية الجارية في فيزياء الجسيمات للتعرف على طبيعة المادة المظلمة.

### عمر التجمعات الكروية
في منتصف التسعينيات، أظهرت أرصاد التجمعات الكروية عدم توافقها مع نظرية الانفجار العظيم. وتشير المحاكاة الحاسوبية لعمليات رصد نجوم التجمعات الكروية أن عمرها حوالي 15 مليار سنة، وهو ما يتعارض مع تقدير عمر الكون الذي هو حوالي 13.8 مليار سنة. تم حل هذه المشكلة جزئيًا في أواخر التسعينيات، عندما أجريت محاكاة حاسوبية جديدة شملت تأثيرات فقد الكتلة نتيجة الرياح النجمية، مما جعل عمر تلك التجمعات الكروية أصغر من التقدير الأول. وبقيت هناك عدة أسئلة حول دقة تقدير أعمار تلك التجمعات الكروية.

## سبب الحدوث
كتب غوتفريد فيلهيلم لايبنتز: «"لماذا هناك شيء بدلاً من لا شيء؟ السبب الكافي [...] يعثر عليه في مادة [...] هي ذاتها كائن ضروري يحمل سبباً لوجوده ضمن نفسه".» لقد جادل فيلسوف الفيزياء دين ريكلز   أن الأرقام والرياضيات (أو القوانين المبطنة لهم) قد تكون ضرورياً موجودة. يمكن للفيزياء أن تستنتج أن الزمن لم يكن موجوداً قبل «انفجار عظيم»، ولكن «بدأ» مع الانفجار العظيم وبالتالي يمكن أن لا يكون هناك «بداية»، «قبل» أو تبعياً «سبب» وبدلاً عن ذلك كان الزمن موجوداً دائماً. البعض يجادل أن اللاشيء لا يمكن أن يوجد أو أن عدم الوجود ربما لم يكن خياراً أبداً. الاهتزازات الكمية، أو قوانين فيزيائية أخرى التي من الممكن أن تكون قد تواجدت في بداية الانفجار العظيم كان بإمكانها بعد ذلك أن تنشئ الشروط اللازمة من أجل أن تتكون المادة.

## مشاكل
لازالت هناك ثلاث مشاكل رئيسية قائمة في مواجهة نظرية الانفجار العظيم: مشكلة الأفق ومشكلة التسطح ومشكلة أحادية القطب المغناطيسي. لعل التفسير الأمثل لسبب حدوث تلك المشاكل هو التضخم الكوني.

### مشكلة الأفق

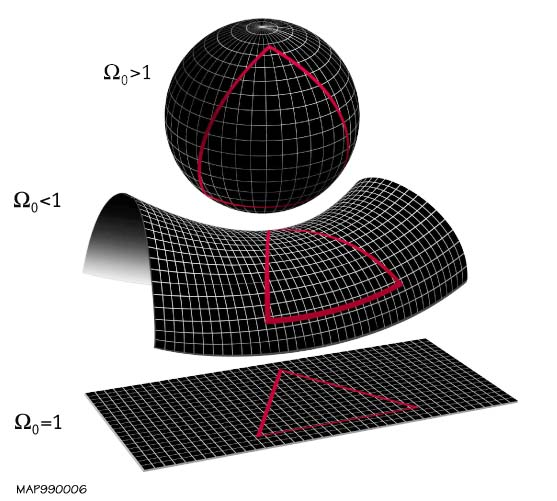
تتحدد هندسية شكل الكون من خلال قيمة ناتج معامل أوميجا الكوني، وما إذا كانت قيمته أقل أو يساوي أو أكبر من 1. والرسم يظهر من أعلى إلى أسفل شكل الكون في حالات قيمة المعامل الإيجابية والسلبية وعندما قيمته تساوي 1 على الترتيب.

تكمُن مشكلة الأفق الكوني في حقيقة أن المعلومات أو الخواص لا يمكنها أن تنتقل أسرع من الضوء، وبالتالي فإنه في كوننا محدود العمر، لابد من وجود حد للمسافة بين أي منطقتين في الفضاء متحدتين في الخصائص. أي أن هناك مناطق مختلفة في الكون لن يكون لها نفس الخواص نظرًا للمسافات الكبيرة بينها وعدم توافر الوقت الكاف لها لكي تتوحد في الخواص، إلا أن هذا يتناقض مع حقيقة توحد مناطق الكون في نفس درجة الحرارة والخصائص الفيزيائية الأخرى. وقد قدّمت فرضية التضخم الكوني حلاً لهذا التناقض الواضح، فقبل حدوث التضخم الكوني كان الكون وحدة أصغر في الحجم متجانسة الخواص، إلا أنه بحدوث هذا التضخم تمدد الكون بصورة هائلة في فترة قصيرة جدًا من الزمن، مما جعل هناك مناطق متباعدة متوحدة الخواص.

### مشكلة التسطُّح
ومن المشاكل الأخرى التي واجهت نظرية الانفجار العظيم مشكلة التسطح. فشكل الكون قد يكون ذو انحناء موجب أو سالب أو بلا انحناء وفقًا لقيمة كثافة طاقته الكلية. يكون الانحناء سلبيًا إذا كانت كثافة الطاقة أقل من الكثافة الحرجة وفقًا لمعادلات فريدمان، وإيجابيًا إذا كانت القيمة أكثر من الكثافة الحرجة، ويكون مُسطّحًا إذا كانت الكثافة تساوي قيمة الكثافة الحرجة. وتكمُن المشكلة في أن أي حيود مع مرور الوقت عن قيمة كثافة الطاقة الحرجة سيغير من حالة التسطح التي عليها الكون اليوم. كما أنه لا شك بأن كثافة طاقة الكون بعد دقائق من الانفجار العظيم لم يكن حيودها عن القيمة الحرجة لكثافة الطاقة بأكثر من جزء من 1014 من القيمة الحرجة، وإلا لما كان الكون سيكون على حالة تسطّحه التي هو عليها اليوم. وقد قدمت فرضية التضخم الكوني أيضًا حلاً لتلك الإشكالية، حيث كان للتضخم الهائل في زمن قياسي دوره في الحفاظ على تجانس كثافة الطاقة في الكون رغم تمدده المتسارع، مما حافظ على تجانس حالة تسطحه وعدم اضطرابها من منطقة لأخرى في الكون.

### مشكلة أحادية القطبية
أثيرت مشكلة أحادية القطبية الكهرومغناطيسية في أواخر سبعينيات القرن العشرين، حيث تنبأت نظريات التوحيد الكبرى بوجود عيوب طوبولوجية في الفضاء، قد ينتج عنها تواجد مناطق أحادية القطبية، وأن تلك المناطق المعيبة نشأت قديمًا في الكون عندما كان الكون ساخنًا، مما أدى إلى زيادة في كثافة تلك المناطق. إلا أن عمليات الرصد لم ترصد مناطق أحادية القطبية في الكون المرصود. هذه المشكلة أيضًا وُجد لها حلاً افتراضيًا من خلال فرضية التضخم الكوني، حيث افتُرض أن التضخم الكوني فائق السرعة أزاح كل تلك المناطق المعيبة خارج نطاق الكون المرصود.

## مصير الكون في نظرية الانفجار العظيم
قبل الأرصاد التي تمت على الطاقة المظلمة، كان لدى علماء الكون سيناريوين حول مستقبل الكون. الأول إذا زادت كثافة كتلة الكون عن الكثافة الحرجة وفق معادلات فريدمان، فإن الكون سيصل إلى حجم أقصى ثم يبدأ في الانهيار، حيث سيصبح أكثر كثافة وسخونة مرة أخرى، وينتهي إلى حالة مماثلة لتلك التي بدأ منها، فيما يُعرف بالانسحاق العظيم. السيناريو الآخر إذا كانت الكثافة تساوي أو أقل من الكثافة الحرجة، فإن تمدد الكون سيتباطأ، ولكن لن يتوقف أبدًا. وسيتوقف تشكُّل النجوم مع استهلاك الغاز بين النجوم في كل مجرة، وستحترق النجوم مُخلّفة الأقزام البيضاء والنجوم النيوترونية والثقوب السوداء. وتدريجيًا، ستتصادم تلك الأجسام وتتجمع وستنتج عن ذلك ثقوب سوداء أكبر. وسيقترب متوسط درجة حرارة الكون من الصفر المطلق، وسيحدث التجمد الكبير. وعلاوة على ذلك، فنظرًا لعدم استقرار البروتونات، ستختفي المادة الباريونية تاركة فقط إشعاع وثقوب سوداء. في نهاية المطاف، فإن الثقوب السوداء ستتبخر عن طريق انبعاث إشعاع هوكينغ. وستزداد إنتروبيا الكون إلى النقطة التي لن تسمح بوجود أي شكل مُنظّم للطاقة، ويُعرف هذا السيناريو باسم الموت الحراري للكون. كما تستنتج الأرصاد الحديثة لتسارع تمدد الكون أن الكثير من مناطق الكون المرصود حاليًا سوف تخرج من أفقنا.
أما نموذج لامبدا-سي دي إم فيشمل وجود طاقة مظلمة في شكل ثابت كوني، حيث تقترح تلك النظرية أن الأنظمة المترابطة بالجاذبية مثل المجرات، ستبقى معًا، وأنها أيضًا ستكون معرضة للموت الحراري مع تمدد الكون وتبرده. ومن التفسيرات الأخرى للطاقة المظلمة، نظريات الطاقة الوهمية، التي تفترض أن التجمعات المجرية والنجوم والكواكب والذرات والأنوية والمادة نفسها ستتمزق مع تزايد تمدد الكون في ما يسمى بالتمزق العظيم.

## اعتقادات خاطئة
ما يلي لائحة جزئية لاعتقادات خاطئة شائعة عن نظرية الانفجار العظيم.
الانفجار العظيم هو أصل الكون: أحد الاعتقادات الخاطئة الشائعة عن نموذج الانفجار العظيم هو اعتقاد أنه كان أصل الكون. لكن نموذج الانفجار العظيم لا يعلق على كيفية مجيء الكون للحدوث. النسخة الحالية لنموذج الانفجار العظيم تفترض وجود الطاقة، الزمن، والمكان، ولا تعلق على أصل أو مسبب الحالة الأولية العالية الحرارة والكثيفة للكون.
الانفجار العظيم كان «صغيراً»: إنه من المخادع أن تتصور الانفجار العظيم عن طريق مقارنة حجمه بالأشياء اليومية. عندما يتم وصف حجم الكون عند الانفجار العظيم، إنه يتم الإشارة إلى حجم الكون المرصود لا الكون بأكمله.
قانون هابل يناقض نظرية النسبية الخاصة: يتوقع قانون هابل أن المجرات الخارجة عن مسافة هابل تنكفئ بسرعة أعلى من سرعة الضوء. ولكن النسبية الخاصة لا تطبق خارج نطاق الحركة في المكان. قانون هابل يصف السرعة الناتجة عن تمدد المكان لا التمدد في المكان.
انزياح دوبلر الأحمر ضد الانزياح الأحمر الكوني: باحثوا الفلك يقومون بالعادة بالإشارة إلى الانزياح الأحمر الكوني كانزياح دوبلر عادي،   والذي هو اعتقاد خاطئ. رغم أنهما متماثلين، الانزياح الأحمر الكوني ليس مطابقاً لانزياح دوبلر الأحمر. انزياح دوبلر الأحمر مبني على النسبية الخاصة، والتي لا تأخذ بعين الاعتبار تمدد المكان. على العكس، الانزياح الأحمر الكوني مبني على النسبية العامة، والتي فيها يتم أخذ تمدد المكان بعين الاعتبار. رغم أنه بإمكانهم أن يبدوا متطابقين للمجرات القريبة، من الممكن أن يسبب هذا حيرة إذا كان سلوك المجرات البعيدة مفهوماً من خلال انزياح دوبلر الأحمر.

## تأملات فيزيائية في نظرية الانفجار العظيم

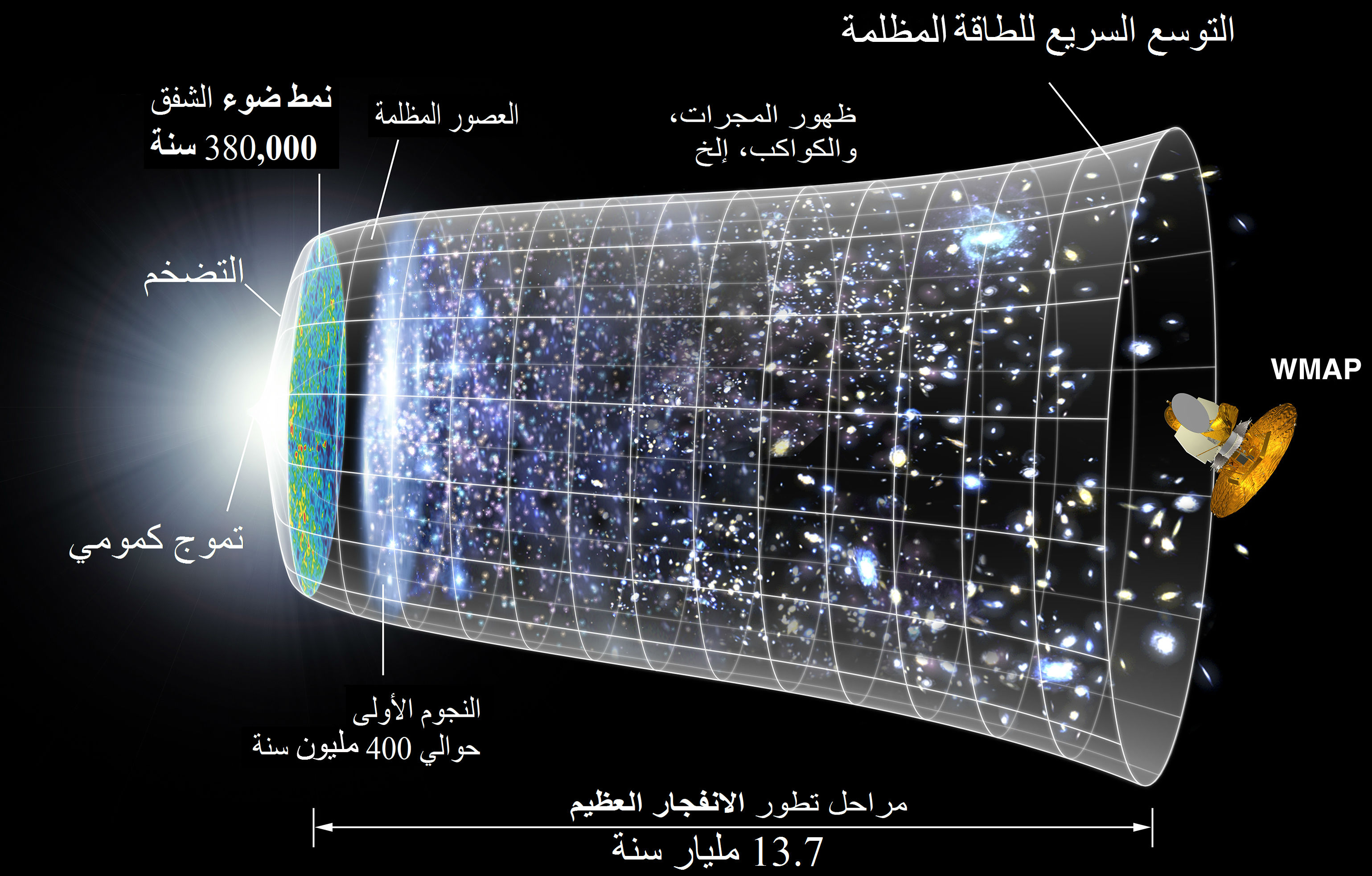
نموذج توضيحي لتمدد الفضاء، حيث يُمثل كل فترة زمنية مقطع دائري في الرسم. على اليسار تبدأ حقبة التضخم، وفي المنتصف يتسارع تمدد الكون.

رغم تكامل نظرية الانفجار العظيم إلى حد بعيد، إلا أنها تخضع للتنقيح. تُظهر المعادلات التقليدية للنسبية العامة وجود تفرد عند بداية الزمن الكوني، وهو استنتاج مبني على عدة افتراضات. مما يجعل تلك المعادلات غير قابلة للتطبيق في الأزمنة التي سبقت وصول الكون إلى حرارة بلانك. أمكن تصويب ذلك باستخدام الجاذبية الكمية لتجنُّب حالة التفرد المُفترضة تلك.
ليس معلومًا ما الذي قد يكون السبب وراء وجود حالة التفرد، أو كيف ولماذا نشأت، إلا إنه كانت هناك عدد من التكهنات حول تلك المسألة. فهناك بعض المقترحات، كل منها ينطوي على فرضيات غير مجربة، هي:
- نماذج مثل حالة هارتل-هوكينغ التي فيها الزمكان محدود، وأن الانفجار العظيم يمثل حدّ الزمن، ودون الحاجة إلى التفرد.[103]
- نموذج شبكة الانفجار العظيم الذي يفترض أن الكون في لحظة الانفجار العظيم كان يتكون من شبكة لا نهائية من الفرميونات، وكان في أعلى درجات التماثل، وبالتالي له أقل قيمة للعشوائية.[104]
- نماذج الكون الغشائي التي تفترض أن التضخم نتج عن حركة الأغشية في نظرية الأوتار مثل نموذج التحول الناري «ekpyrotic model» الذي يفترض أن الانفجار العظيم نتج عن التصادم بين الأغشية، والنموذج الدوري وهو بديل لنموذج التحول الناري الذي يفترض حدوث اصطدامات بصفة دورية بعد مرحلة انسحاق عظيم وتنقُّل الكون من عملية إلى أخرى.[105][106][107][108]
- التضخم الأبدي الذي يفترض أن التضخم الكوني ينتهي في مواضع ما، وتتكون عند تلك المواضع كون وهمي يبدأ من عنده انفجاره العظيم الخاص به.[109][110]

## التفسيرات الدينية والفلسفية
نظرًا لوصف نظرية الانفجار العظيم لأصل الكون، فإنها لاقت اهتماما كبيرا من الأوساط الدينية والفلسفية، وخصوصا فيما يتعلق بمفهوم «الخلق من العدم». وبالنتيجة، أصبحت أحد أكثر المواضيع التي تثار عند مناقشة العلاقة بين الدين والعلم. فالبعض يرى في الانفجار العظيم دلالة على وجود الخالق، وحُجّة فلسفية على وجود الله. فيما يرى آخرون بأن الانفجار العظيم لم يكن يستلزم وجود خالق ورائه حتى يحدث.
وقد اختلفت الآراء الدينية في الديانات المختلفة حول النظرية.
- ففي الهندوسية، تقر عدد من كتبهم المقدسة فكرة أن الزمن مُطلق بلا بداية ولا نهاية، وهو ما يُخالف نظرية الانفجار العظيم.[123][124] ومع ذلك، فهناك بعض النصوص الدينية، استدل منها أن الانفجار العظيم يُذكّر البشرية بأن كل شيء جاء من البراهمان،[125] بل وأيدّت تلك النصوص فكرة الكون المتذبذب الذي نشأ عن عدة انفجارات عظمى وانسحاقات عظمى تلت بعضها البعض بصفة دورية.[126]
- أمّا في المسيحية، فقد رحبت أغلب الطوائف المسيحية الكبرى بنظرية الانفجار العظيم واعتبرتها لا تتعارض مع قصة الخلق المذكورة في الكتاب المقدس أو العقيدة المسيحية.[127][128] وقد أعلن البابا بيوس الثاني عشر في سنة 1951، أن نظرية الانفجار العظيم لا تتعارض مع مفهوم الكاثوليكية عن بداية الخلق،[129][130] وهو ما صرّح به البابا فرنسيس مجددًا في أكتوبر 2014.[131] كذلك رحبت طوائف كالإنجيلية والأرثوذكسية[132] بالنظرية كتفسير تاريخي لقصة الخليقة،[133] بالرغم من أن بعض الطوائف الأخرى المسيحية الأقلويّة مثل الأدفنتست[134] والكنيسة اللوثرية في ميزوري[135] والكنيسة الإنجيلية المشيخية الكالفينية[136] (وهي طوائف مسيحية تعتقد ب خلقية الأرض الفتية) رفضت النظرية واعتبرتها متناقضة مع قصة الخلق المذكورة في الكتاب المقدس (تحديداً في سفر التكوين). يُذكر أنّ أول من أقترح فرضية الانفجار العظيم كان رجل دين كاثوليكي وهو جورج لومتر.[137]
- وفي الإسلام، المسلمون انقسموا قسمين قسم منهم يرى أن الانفجار العظيم ورد ذكره في الآية رقم 30 من سورة الأنبياء في القرآن[138][139][140] في قوله تعالى: ﴿أَوَلَمْ يَرَ الَّذِينَ كَفَرُوا أَنَّ السَّمَاوَاتِ وَالْأَرْضَ كَانَتَا رَتْقًا فَفَتَقْنَاهُمَا وَجَعَلْنَا مِنَ الْمَاءِ كُلَّ شَيْءٍ حَيٍّ أَفَلَا يُؤْمِنُونَ ۝٣٠﴾ [الأنبياء:30]استنادا لتفسير ابن كثير ويروا ان تمدد الكون ذُكر في الآية 47 من سورة الذاريات[140] في السورة: ﴿وَالسَّمَاءَ بَنَيْنَاهَا بِأَيْدٍ وَإِنَّا لَمُوسِعُونَ ۝٤٧﴾ [الذاريات:47] حيث تعني الآية إن السموات والأرض كانت كتلة واحدة كالرتق ففتقها الله أي فصلها أو فجرها، ثم تعني الآية التالية إنا لموسعون بمعنى وظلت السموات والأرض بمن فيها في توسع كوني بأمر الله واما القسم الثاني يرى ان ليس بالضرورة ان تم ذكر الانفجار العظيم في القرآن ويتفقون ان القران أو الإسلام لا يعارض النظرية ولا يؤيدها وان الموضوع متروك للعلم حيث يثبت النظرية أو ينفيها وفي الغالب يتفق هذه القسم علي ان الآية 47 من سورة سورة الذاريات تشير الي التمدد الكوني.
- وفي البهائية، ذكر بهاء الله أن الكون بلا بداية ولا نهاية،[141] ولكن استنبط البعض من بعض النصوص في لوح الحكمة وجود إشارات إلى نظرية الانفجار العظيم.[142][143]

## هوامش
- 1 لا يوجد إجماع حول كم من الوقت استمرت مرحلة الانفجار العظيم. فالبعض يرى أن الانفجار العظيم يشير إلى حالة التفرد الأولي فقط، والبعض الآخر يراه يشمل كل تاريخ الكون. ويعتقد أن الدقائق القليلة الأولى للانفجار العظيم شهدت تخلُّق الهليوم.[144] (طالع تخليق الانفجار العظيم النووي)

### كتب
- Farrell، John (2005). The Day Without Yesterday: Lemaitre, Einstein, and the Birth of Modern Cosmology. New York, NY: Thunder's Mouth Press. ISBN:1-56025-660-5. مؤرشف من الأصل في 2022-07-18.
- Kolb، E.؛ Turner، M. (1988). The Early Universe. Addison–Wesley. ISBN:0-201-11604-9.
- Ostriker، Jeremiah P.؛ Mitton، Simon (2013). Heart of Darkness: Unraveling the mysteries of the invisible Universe. Princeton, NJ: Princeton University Press. ISBN:978-0-691-13430-7. مؤرشف من الأصل في 2022-07-18.{{استشهاد بكتاب}}:  صيانة الاستشهاد: التاريخ والسنة (link)
- Peacock، J. (1999). Cosmological Physics. Cambridge University Press. ISBN:0-521-42270-1. مؤرشف من الأصل في 2022-07-17.
- Woolfson، M. (2013). Time, Space, Stars and Man: The Story of Big Bang (2nd edition). World Scientific Publishing. ISBN:978-1-84816-933-3.
- Alpher، R. A.؛ Herman، R. (1988). "Reflections on early work on 'big bang' cosmology". Physics Today. ج. 8 ع. 8: 24–34. Bibcode:1988PhT....41h..24A. DOI:10.1063/1.881126.
- "Cosmic Journey: A History of Scientific Cosmology". American Institute of Physics. مؤرشف من الأصل في 2015-12-29.
- Barrow، J. D. (1994). The Origin of the Universe. Weidenfeld & Nicolson. ISBN:0-297-81497-4.
- Davies، P. C. W. (1992). The Mind of God: The scientific basis for a rational world. Simon & Schuster. ISBN:0-671-71069-9. مؤرشف من الأصل في 2022-07-18.
- Feuerbacher، B.؛ Scranton، R. (2006). "Evidence for the Big Bang". TalkOrigins. مؤرشف من الأصل في 2020-02-14.
- Mather، J. C.؛ Boslough، J. (1996). The very first light: the true inside story of the scientific journey back to the dawn of the Universe. Basic Books. ص. 300. ISBN:0-465-01575-1. مؤرشف من الأصل في 2022-03-26.
- Singh، S. (2004). Big Bang: The origins of the universe. Fourth Estate. ISBN:0-00-716220-0. مؤرشف من الأصل في 2022-07-24.
- "Misconceptions about the Big Bang" (PDF). Scientific American. مارس 2005. مؤرشف من الأصل (PDF) في 2020-03-12.
- Michael Riordan؛ William Zajc (مايو 2006). "The First Few Microseconds" (PDF). Scientific American. مؤرشف من الأصل (PDF) في 2014-11-30.

## وصلات خارجية
- big-bang model على موسوعة بريتانيكا
- علم كونيات الانفجار العظيم
- الانفجار العظيم - علوم ناسا
- Frequently Asked Questions (FAQs) - موقع ناسا
- نموذج الانفجار الكبير مع الرسومات المتحركة
- Cosmology على مشروع الدليل المفتوح
- دلائل على وقوع الانفجار العظيم
- الكون
- تاريخٌ كوني للكون
- تحدِّي استنتاجات عن الانفجار العظيم
- الجمعية الكونية السورية - نظرية الانفجار الكبير: قصة دراماتيكية لولادة كون
- جيولوجيا وادي الرافدين - نشوء الكون والمجموعة الشمسية